# Syllegomydas guichardi
Syllegomydas guichardi is een vliegensoort uit de familie Mydidae. De wetenschappelijke naam van de soort is voor het eerst geldig gepubliceerd in 1961 door Bequaert.
De soort komt voor in Libië.